# Karl Hermann Bruder
Karl Hermann Bruder (* 1812 in Leipzig; † 1892) war ein deutscher evangelischer Theologe und Autor.

## Leben
Nach dem Schulbesuch, dem Theologiestudium und seiner Promotion zum Dr. theol. und Dr. phil. an der Universität Leipzig wurde Bruder 1844 Pfarrvikar in Gelenau, 1847 Diakon in Frankenberg/Sa. und 1851 Archidiakon daselbst und zeitgleich Pfarrer zu Sachsenburg. Ab 1860 wirkte er als Superintendent und Pfarrer in Rochlitz.

## Schriften (Auswahl)
- Ταμιεῖον τῶν τῆς καινῆς διαθήκης λέξεων sive Concordantiae omnium vocum Novi Testamenti graeci, primum ab Erasmo Schmidio editae, nunc secundum critices et hermeneutices nostrae aetatis rationes emend. etc. Editio stereotypa, I. Ed. 1842, Ed. II. 1853, Ed. III. Leipzig, 1867.
- S. Aurelii Augustini confessiones. Ad fidem codd. Lips. et editt. antiq. recogn. ed. 1837, Ed. II. Leipzig, 1869.
- S. Aurelii Augustini de doctrina christiana libri IV. et Enchiridion ad Laurentium. Ex codd. Lips. et Benedictinorum recens. recogn. ed. 1836, Ed. II. Leipzig, 1865.
- S. Aurelii Augustini Hipponensis Episcopi de civitate Dei libri XXII.,  2 voll. Edit. stereot. Leipzig, 1875.
- B. de Spinoza opera quae supersunt omnia. Vol. I.: Principia philosophiae, cogitata metaphysica ethica. Vol. II.: De intellectus emendatione, tractatus politicus, epistolae. Vol. III.: Tractatus theologico-politicus. Compendium grammatices linguae hebraeae, Leipzig, 1843–1846.[1]
- De personalitate quam dicunt attributo Dei primario. Commentatio theolog.-philosophica praemio ornata. In: Zeitschrift für die historische Theologie, herausg. von Ilgen, Jahrg. 1842, 3. Heft.
- Üeber den Werth und die Bedeutung des Codex Bibliorum Sinaiticus ed. C. Tischendorf. In: Jahrbücher für deutsche Theologie, 8. Bd. 4. Heft, 1863.
- Predigt bei der allgemeinen Dank- und Friedensfeier am 2. S. n. Trinit., am 18. Juni 1871 in Rochlitz gehalten, Rochlitz: Petermann, 1871.